# 晉殤叔
晉殤叔（？—前781年），姬姓，谥殇，名字已失考，是西周諸侯國晉國的第十任國君，晉穆侯之弟，在位4年。
晉殤叔在晉穆侯去世後自立，晋穆侯的太子仇出奔。晉殤叔在位的第四年，太子仇率領其追隨者襲晉殤叔而立，是為晉文侯。